# Уроки любові (фільм)
Уроки любові (англ. Born Yesterday) — американська комедія.

## Сюжет
Подружка відомого мільйонера чарівна і страшенно невихована. Найгучніші скандали у вищому суспільстві Вашингтона пов'язані з ім'ям Біллі Дон. Злякавшись за свою репутацію, фінансовий магнат наймає інтелігентного журналіста як вчителя витончених манер для нестримної леді. Проте новоспечений наставник дуже швидко забуває про педагогічну етику: замість того, щоб відучити Біллі від скандальної поведінки, зачарований вихователь незабаром сам може спровокувати новий нечуваний скандал.

## У ролях
- Мелані Гріффіт — Біллі Дон
- Джон Гудмен — Гаррі Брок
- Дон Джонсон — Пол Верролл
- Едвард Херрманн — Ед Девері
- Макс Перліх — Джей Джей
- Майкл Інсайн — Філіп
- Бенжамін С. Бредлі — Алекс Даффі
- Селлі Квінн — Беатріс Даффі
- Вільям Френкфазер — сенатор Келлі
- Фред Томпсон — сенатор Хеджес
- Селеста Ярналл — місіс Хеджес
- Нора Данн — Синтія Шрайбер
- Мег Вітнер — місіс Келлі
- Вільям Форвард — сенатор Дюкер
- Мері Гордон Мюррей — Бінді Дюкер
- Тед Реймі — помічник Синтії
- Ронді Рід — Вікторія Пенні
- Меттью Фейзон — конгресмен Халс
- Кейт Макгрегор-Стюарт — місіс Халс